# Cotisations sociales au Royaume-Uni
Les cotisations sociales au Royaume-Uni  (National Insurance contribution) sont des prélèvements assis sur les salaires.

## Histoire
Les contributions au système de Sécurité Sociale datent de 1911 et ont été modifiées en 1942.

## Répartition des cotisations sociales
En Angleterre, les cotisations sociales ne couvrent qu’une partie des dépenses des allocations et prestations contributives. Le National Insurance Fund est un fonds autonome qui est responsable de la gestion des moyens qui sont alloués aux prestations contributives dont les retraites minimales (basic state pension). Le reste des cotisations est alloué au système de Sante (NHS) et représente 25 % de son budget.
En 2013, les cotisations au système du National Insurance Fund étaient de 107,69 milliards de livres dont 79,1 Mrd ont été alloués au National Insurance Fund.
| En milliards de livres | Total  | National Insurance Fund | NHS  |
| Recettes               | 107,69 |                         |      |
| Attribution            | 107,69 | 79,1                    | 27,4 |

Le National Insurance Fund est attribué près de 80 % du produit des cotisations sociales.
| En milliards de livres                  | Ressources | Utilisations | Déficit |
| Total                                   | 81,9       | 91,5         | (10)    |
| dont Cotisations                        | 79,1       |              |         |
| Retraite minimum et veuvage             |            | 80,1         |         |
| Autres allocations                      |            | 10,0         |         |
| Administration                          |            | 0,9          |         |
| Transfert au fonds de l’Irlande du Nord |            | 0,3          |         |

## Prestations
Les prestations directement financées par les cotisations sociales sont :
- Allocation chômage
- Prestation Incapacité
- Prestation Invalidité
- Prestation maladie
- Prestation retraite
- Prestation veuvage
- Pension de réversion

L'assurance maladie est financée en majorité par l'impôt.

## Cotisations suivant la nature de l'emploi
Il existe  4 Classes de Cotisations au Royaume-Uni :
- Classe 1 : Salaires des Salariés
- Classe 2 : Non-salariés  (cotisation fixe)
- Classe 3 : Cotisations volontaires
- Classe 4 : Non-Salariés cotisation sur le bénéfice net

Les cotisations sont payées par les salariés et non-salariés ainsi que les entreprises et sont calculées sur les salaires et certains avantages en nature.
Certains catégories bénéficient de cotisations imputées:
- Personnes qui s’occupent d’une personne gravement handicapée plus de 20 heures par semaine.
- Personnes au chômage
- Personnes recevant une prestation maladie

### Travailleurs salariés
Les cotisations sociales des salariés (Class 1) sont retenues à deux niveaux :
- niveau salarié
- niveau employeur

| Salariés             | Salariés               | Salariés               | Salariés                 | Salariés               | Salariés               | Salariés                 |
| -------------------- | ---------------------- | ---------------------- | ------------------------ | ---------------------- | ---------------------- | ------------------------ |
| Salaire hebdomadaire | Avec retraite publique | Avec retraite publique | Avec retraite publique   | Sans retraite publique | Sans retraite publique | Sans retraite publique   |
|                      | Taux Plein             | Réduit                 | Personnes plus de 68 ans | Taux Plein             | Réduit                 | Personnes plus de 68 ans |
| 111 £ à 153 £        | 0 %                    | 0 %                    | 0 %                      | Remise 1,4 %           | 0 %                    | 0 %                      |
| 153,01 £ à 770 £     | 12 %                   | 5,85 %                 | 0 %                      | 10,60 %                | 5,85 %                 | 0 %                      |
| 770,01 £ à 805 £     | 12 %                   | 5,85 %                 | 0 %                      | 12 %                   | 5,85 %                 | 0 %                      |
| plus de 805,01 £     | 2 %                    | 2 %                    | 0 %                      | 2 %                    | 2 %                    | 0 %                      |
| Employeurs           |                        |                        |                          |                        |                        |                          |
| 111 £ à 153 £        | 0 %                    | 0 %                    | 0 %                      | Remise 3,4 %           | 3,40 %                 | 0 %                      |
| 153,01 £ à 770 £     | 12 %                   | 5,85 %                 | 13,80 %                  | 10,40 %                | 10,40 %                | 13,80 %                  |
| 770,01 £ à 805 £     | 12 %                   | 5,85 %                 | 13,80 %                  | 13,80 %                | 13,80 %                | 13,80 %                  |
| plus de 805,01 £     | 2 %                    | 2 %                    | 13,80 %                  | 13,80 %                | 13,80 %                | 13,80 %                  |
| Avantages en nature  | 13,80 %                | 13,80 %                | 13,80 %                  | 13,80 %                | 13,80 %                | 13,80 %                  |
|                      |                        |                        |                          |                        |                        |                          |

### Travailleurs non salariés
Les cotisations des non-salariés (Class 2) sont en Partie un montant fixe par mois et en partie un pourcentage du bénéfice net. Il s peuvent également apporter des contributions volontaires.
| Bénéfice              | Classe 2 (moins de 7 956 £) | Classe 4 (revenus non salarié supérieurs à 7 956 £) |
| Jusqu'à 5 885 £       | 0 £                         | 0 £                                                 |
| 5 885,01 £ à 7 956 £  | 2,75 £ par semaine          | 0 £                                                 |
| 7 956,01 £ à 41 865 £ | 2,75 £ par semaine          | 9 % des bénéfices                                   |
| Plus de 41 865 £      | 2,75 £ par semaine          | 2 % des bénéfices                                   |

## Organismes de recouvrement
Les cotisations sont retenues sur le salaire avec les impôts sur le revenu par l’administration fiscale britannique (HMRC).